# 萊克沃卡莫 (北卡羅萊納州)
萊克沃卡莫（英語：Lake Waccamaw）是一個位於美國北卡羅萊納州哥倫布縣的城鎮。

## 人口
根據2020年美國人口普查的數據，萊克沃卡莫的面積為7.20平方千米，皆為陸地。當地共有人口1296人，而人口密度為每平方千米180人。